# Los Pixel
Los Pixel es una banda Venezolana de Rock, fundada en la ciudad de Caracas con influencias musicales provenientes de diferentes géneros asociados al rock y la experiencia previa de los integrantes del grupo, especialmente de Pablo Dagnino, quien formó parte de la agrupación Sentimiento Muerto, y Norton Pérez, miembro de la banda caraqueña La Puta Eléctrica.

## Antecedentes
Luego de la disolución de la Banda Sentimiento Muerto pasan cuatro años para que su excantante Pablo Dagnino grabara un disco en calidad de cantautor denominado Biorritmos (1996).
En 1998, Norton Pérez líder de la banda La Puta Eléctrica (LPE) invitó a Pablo Dagnino a grabar unos coros en el primer trabajo discográfico Rayos X publicado en 1999. Posteriormente, Pablo Dagnino fue invitado a participar en un concierto de LPE que iba a realizarse en el teatro Radio City de Sabana Grande, en el marco de los denominados ¨Miércoles Insólitos¨. Reunidos en casa de Pablo, compusieron juntos dos temas para ese show: "Me Rio Del Mundo" y "Ojo Por Ahí”.
Luego de ese show siguieron componiendo juntos, con la idea de hacer un disco de LPE con Pablo Dagnino de invitado especial. Sin embargo, un día Norton le propuso a Pablo hacer un grupo paralelo y desde ese día empezaron a buscar otros músicos para la nueva banda, todavía sin nombre.
Una noche en el bar, ¨The Fly¨ Pablo se acercó a César Masroua y le propuso ser el bajista de la banda. Cesar tenía una sala de ensayos, en la que se empezaron a reunir para hacer sesiones donde comenzaron a preparar los temas de la nueva agrupación.
Para el año 2000 ya la banda tenía un repertorio para preparar un disco, sin embargo no habían podido conseguir un baterista. Norton consiguió finalmente a Ismael Baíz y más tarde a Héctor Fierro para trabajar como segunda guitarra de la banda.
Ya configurados, sólo faltaba ponerle nombre a la banda. Se decidió usar el nombre propuesto: "Pixel", que a pesar de que lucía algo raro pertenecía al mundo de la informática y la fotografía con la cual la mayoría de la gente joven está familiarizado.

## Carrera Discográfica
Pixel es su primer disco homónimo editado en 2001 por Universal Music, los temas que se promocionaron en la radio del país fueron: "Poco", "Quien Moriría", “Tan Cerca" y "Asfalto". A partir de este trabajo realizan presentaciones que llevaron a la banda de gira por varias ciudades de Venezuela. En 2002, el grupo fue nominado para la sexta edición de los Premios Venezuela Pop & Rock y obtuvieron el premio al Mejor Tema del Año por la canción "Quién Moriría". En el 2004 serían los teloneros del concierto de The Offspring en el Poliedro de Caracas.
En 2005 Los Pixel lanzan su segundo disco: Invitame. Este disco volvió a montarlos en los escenarios del país. Los Pixel rocanrolearon en el Aula Magna (Universidad Central de Venezuela), la Sala Ríos Reyna del Teatro Teresa Carreño, el Caracas Pop Festival y Poliedro de Caracas, entre otros. En el segundo disco los sencillos "Horas Muertas", "Flores", "Imagínate" y "Lejos de Ti" mostraron a una banda más compenetrada. El video del sencillo "Lejos de Ti" les permitió ser nominados a los premios MTV Video Music Awards Latinoamérica 2005 como Mejor Artista Nuevo. Los Píxel se ganaron el título de “Banda Revelación del año” que entrega Yahoo! Music en el mismo año.
A mediados de 2007 sale al mercado la tercera producción de estudio de la banda: Lo último que se pierde. Este disco fue producido por Diego Márquez y contiene once temas. "Jamás Dejaré", "Ropa y Pelo" y "Eso es Normal" fueron los temas promocionados. Patrocinados por Chrysler Motor Company con motivo del lanzamiento en Venezuela del Dodge Caliber, Los Píxel realizaron una gira venezolana durante 2006-2007.
En 2010, la banda incorpora a José Paulo De Castro como nuevo bajista; y entrega su cuarto trabajo, titulado: Cuanto cuesta cuyos sencillos fueron: “Una Salida”, “Días Grises”, “Cuánto Cuesta” y “Falsas Promesas”. Enmarcado en la promoción de este álbum nuevamente dan una serie de presentaciones a lo largo del país, acompañados en algunos shows por la banda Sin dirección.
Los Pixel en vivo (2013) es un álbum que reúne 20 canciones de su trayectoria, estando catalogada como una de las mejores agrupaciones venezolanas de Pop-Rock. Este material recopila de manera inédita varios conciertos a lo largo del año 2011. Los Pixel en vivo, fue producido de la mano de Amnistía Internacional, como influencia positiva para los seguidores de la agrupación y melómanos venezolanos por la defensa de los derechos humanos. Todo lo recaudado de la venta de estos discos pro fondos de Amnistía Internacional.
La carrera de Los Píxel incluye presentaciones en diversas ciudades de Venezuela, donde han compartido escenario con bandas de renombre internacional, como Guns N' Roses, Babasónicos, The Offspring, The Rasmus, Incubus (banda) y Enanitos Verdes entre otras. Sus videoclips se han visto en la pantalla de MTV Latinoamérica.

## Formación
- Pablo Dagnino (Voz)
- Héctor Fierro (Guitarra)
- Eduardo Sáez (Batería)
- Pablo Fernández (Bajo)
- Exintegrantes: Norton Pérez (Guitarra), César Masroua (Bajo), José Paulo De Castro (Bajo), Ismael Baiz (Batería)

## Discografía
- 2001: Pixel
- 2005: Invítame
- 2007: Lo último que se pierde
- 2010: Cuánto cuesta
- 2018: Ahora lo sabes todo